# Colnago CM Team
El Colnago CM Team (código UCI: CCM) fue un equipo ciclista colombiano de categoría Continental hasta la temporada 2021.

## Historia
El equipo se inició en el 2020 como un proyecto internacional patrocinado por la empresa de bicicletas Colnago con el objetivo de apoyar el ciclismo joven de Colombia con equipos femeninos y sub-23 masculino para seguir impulsando grandes talentos y proyectarse en diferentes carreras a nivel nacional e internacional.
En su primer año de existencia, el conjunto inicio con un equipo femenino y uno masculino sub-23 logrando participaciones en competencias internacionales en Asia y Europa; y asimismo logrando destacadas actuaciones y triunfos en las competencias del calendario nacional.
Para el año 2021 el equipo sube a la categoría Continental,  todo ello de cara a una temporada con competencias en carreras de Europa y América.

## Desaparición
Al finalizar la temporada 2021 el equipo masculino se vio envuelto en diferentes problemas económicos por incumplimiento en los contratos de los ciclistas en el pago de sus salarios y la falta de materiales para poder competir en las carreras nacionales, por lo tanto las directivas del equipo comunicó a la opinión pública que daba por cerrado todos los vínculos comerciales con las organizaciones y así mismo daba por terminada toda actividad deportiva dentro de Colombia y llegando a su disolución.

## Material ciclista
El equipo utilizaba bicicletas Colnago y componentes Shimano.

## Palmarés
Para años anteriores véase: Palmarés del Colnago CM Team.

### Palmarés 2021

#### Circuitos Continentales UCI
| Fechas      | Circuito              | Carreras                          | Ganador          |
| 18 de abril | UCI America Tour 2021 | 2.ª etapa de la Vuelta a Colombia | Luis Carlos Chía |

#### Campeonatos nacionales
| Fechas      | Carreras                                               | Ganador                 |
| 17 de junio | Campeonato de Colombia de Ciclismo Contrarreloj sub-23 | Víctor Alejandro Ocampo |
| 19 de junio | Campeonato de Colombia en Ruta sub-23                  | Juan Esteban Guerrero   |

## Plantillas
Para años anteriores, véase Plantillas del Colnago CM Team

### Plantilla 2021
| Integrantes del equipo 2021 | Integrantes del equipo 2021 | Integrantes del equipo 2021                 | Integrantes del equipo 2021 |
| Corredor                    | Fecha de nacimiento         | Equipo previo                               |                             |
| --------------------------- | --------------------------- | ------------------------------------------- | --------------------------- |
| Brayan Borda                | 1 de agosto de 1999         |                                             |                             |
| Eli Saúl Burgos             | 21 de marzo de 2025         |                                             |                             |
| Jaime Chacón Carreño        | 10 de agosto de 2001        |                                             |                             |
| Óscar Galvis                | 21 de junio de 2000         | EPM-Scott (2020)                            |                             |
| Luis Carlos Chía            | 18 de febrero de 1997       | Néctar-Gobernación de Cundinamarca (2019)   |                             |
| David Santiago Gómez        | 22 de enero de 1999         | Orgullo Paisa (2020)                        |                             |
| Juan Esteban Guerrero       | 10 de junio de 1999         | AV Villas (2019)                            |                             |
| Juan Diego Hoyos            | 10 de diciembre de 1996     | Gespron Fundación Valle (2020)              |                             |
| Javier Jamaica              | 2 de marzo de 1996          | Fundación Depormundo (2020)                 |                             |
| Juan Esteban Martínez       | 7 de junio de 1999          |                                             |                             |
| Johan Moreno Ramirez        | 1 de abril de 1998          | Bicicletas Strongman-Relojes G Force (2020) |                             |
| Victor Alejandro Ocampo     | 19 de junio de 1999         | Coldeportes Bicicletas Strongman (2019)     |                             |
| Carlos Andrés Ospina        | 4 de mayo de 2001           | UAE Team Colombia (2020)                    |                             |
| Rafael Stiven Pineda        | 22 de abril de 1999         | UAE Team Colombia (2020)                    |                             |
| Juan Pablo Restrepo         | 2 de abril de 2000          | UAE Team Colombia (2020)                    |                             |
| Roosbelth Rojas             | 20 de agosto de 2000        | UAE Team Colombia (2020)                    |                             |
|                             |                             |                                             |                             |
| Fuente: ProCyclingStats     |                             |                                             |                             |